# Українсько-белізькі відносини
Українсько-белізькі відносини — відносини між Україною та Республікою Беліз.
Беліз визнав незалежність України 1 жовтня 1999 року, того ж дня країни встановили дипломатичні відносини.
Інтереси громадян України в Республіці Беліз захищає Посольство України в Мексиці.

## Торгівля
У 2020 році в українську економіку надійшло 21,5 млн. дол. інвестицій з Белізу (головним чином у сферу виробництва харчових продуктів, напоїв та тютюнових виробів, операції з нерухомим майном, оптову та роздрібну торгівлю, професійну та наукову діяльність та транспорт і зв’язок).
У 2020 році обсяги торгівлі товарами між Україною та Белізом становили 2,4 млн. дол. США: обсяги експорту з України до Белізу склали 0,5 млн. дол. США, імпорту з Белізу – 1,9 млн. дол. США. Основу українського експорту складають вироби з чорних металів – 65,0%,  машини – 21,0%, морські судна - 9,0%, вироби з деревини - 2,5%. Головними товарами, що імпортуються з Белізу в Україну були риба та ракоподібні – 84,61%.
Обсяги торгівлі послугами між двома країнами у 2020 р. становили 7,5 млн. дол. США. Обсяги експорту послуг з України склали 7,4 млн. дол., імпорту з Белізу – 0,1 млн. дол. США. В українському експорті переважають послуги з ремонту та технічного обслуговування - 37.2%, транспортні послуги - 30,1%, телекомунікаційні, комп’ютерні та інформаційні послуги - 17,2%, культурні і рекреаційні послуги - 9,5%. Основу імпорту послуг з Белізу становлять ділові послуги - 71,3%.